# أرنت هوارد
أرنت هوارد (بالإنجليزية: Arnett Howard) هو عازف جاز أمريكي، ولد في 6 سبتمبر 1950 في ولش في الولايات المتحدة.

## وصلات خارجية
- الموقع الرسمي
- أرنت هوارد على موقع ميوزك برينز (الإنجليزية)